# Lagotis stolonifera
Lagotis stolonifera är en grobladsväxtart som först beskrevs av C. Koch, och fick sitt nu gällande namn av Carl Maximowicz. Lagotis stolonifera ingår i släktet Lagotis och familjen grobladsväxter. Inga underarter finns listade i Catalogue of Life.